# Malá Morávka
Malá Morávka  (deutsch Klein Mohrau) ist eine Gemeinde mit 734 Einwohnern (1. Januar 2004) in Tschechien. Sie erstreckt sich zwölf Kilometer nordwestlich von Bruntál am Fuße des Altvatergebirges. Das Dorf liegt am Oberlauf der Mohra an der Einmündung des Bělokamenný potok.

## Geschichte
Der Ort entstand in der Besiedlungsphase am Ende des 13. und Anfang des 14. Jahrhunderts. Erstmals urkundlich erwähnt wurde er 1524. In der Umgebung von Klein Mohrau befanden sich reichhaltige Eisenerzlagerstätten. Neben dem Bergbau siedelten sich auch verarbeitende Betriebe wie Hammerwerke an, und das Holz der Wälder des Altvatergebirges wurde in Meilern zu Holzkohle verarbeitet.
In Klein Mohrau existierten drei Hammerwerke, der obere Hammer im heutigen Haus Nr. 75 sowie der untere und der mittlere Hammer, außerdem entstanden mehrere Drahtfabriken der Gebrüder Weiß. Im Jahr 1832 errichtete Johann Clemens Weiß eine Papierfabrik und 1856 entstand die Eisenwarenfabrik (für Ketten, Drähte und Stifte) von Franz Olbrich.
Am 1. Dezember 1930 hatte die Gemeinde Klein Mohrau 1255 Einwohner, am 17. Mai 1939 waren es 1202 und am 22. Mai 1947 493 Bewohner.
Bis 1918 Teil Österreichisch-Schlesiens, wurde der Ort nach dem Ersten Weltkrieg Teil der Tschechoslowakei. Nach dem Münchner Abkommen 1938 wurde es dem Deutschen Reich zugeschlagen und gehörte bis 1945 zum Landkreis Freudenthal.
Die deutschsprachige Bevölkerung wurden 1945 enteignet und vertrieben.
Heute ist der Ort ein Erholungszentrum Tschechiens. Der Ortsteil Karlov pod Pradědem wird vor allem im Winter wegen seiner vier Abfahrtshänge von Skiläufern besucht.

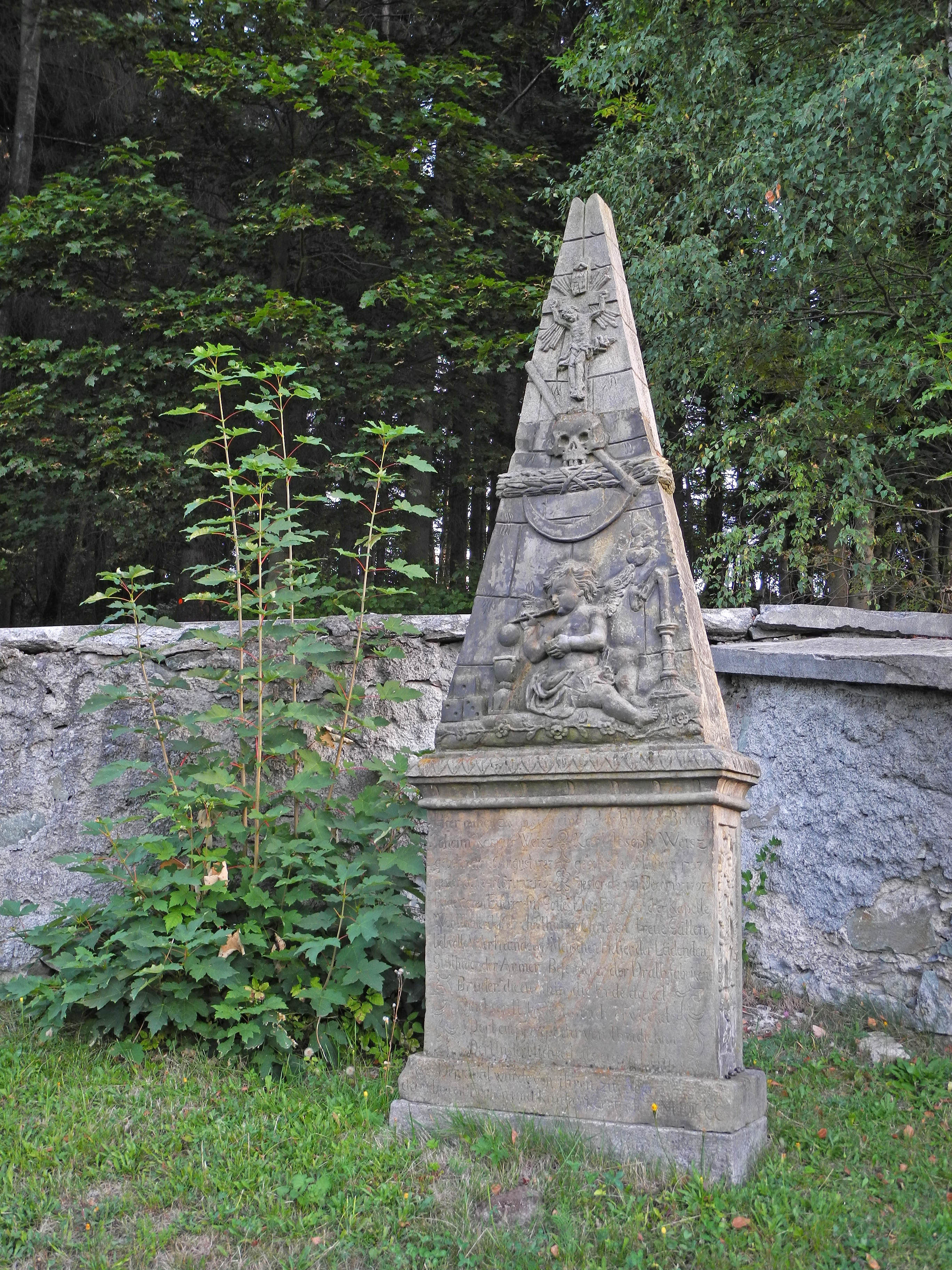
Grabmal der Gebrüder Weiß

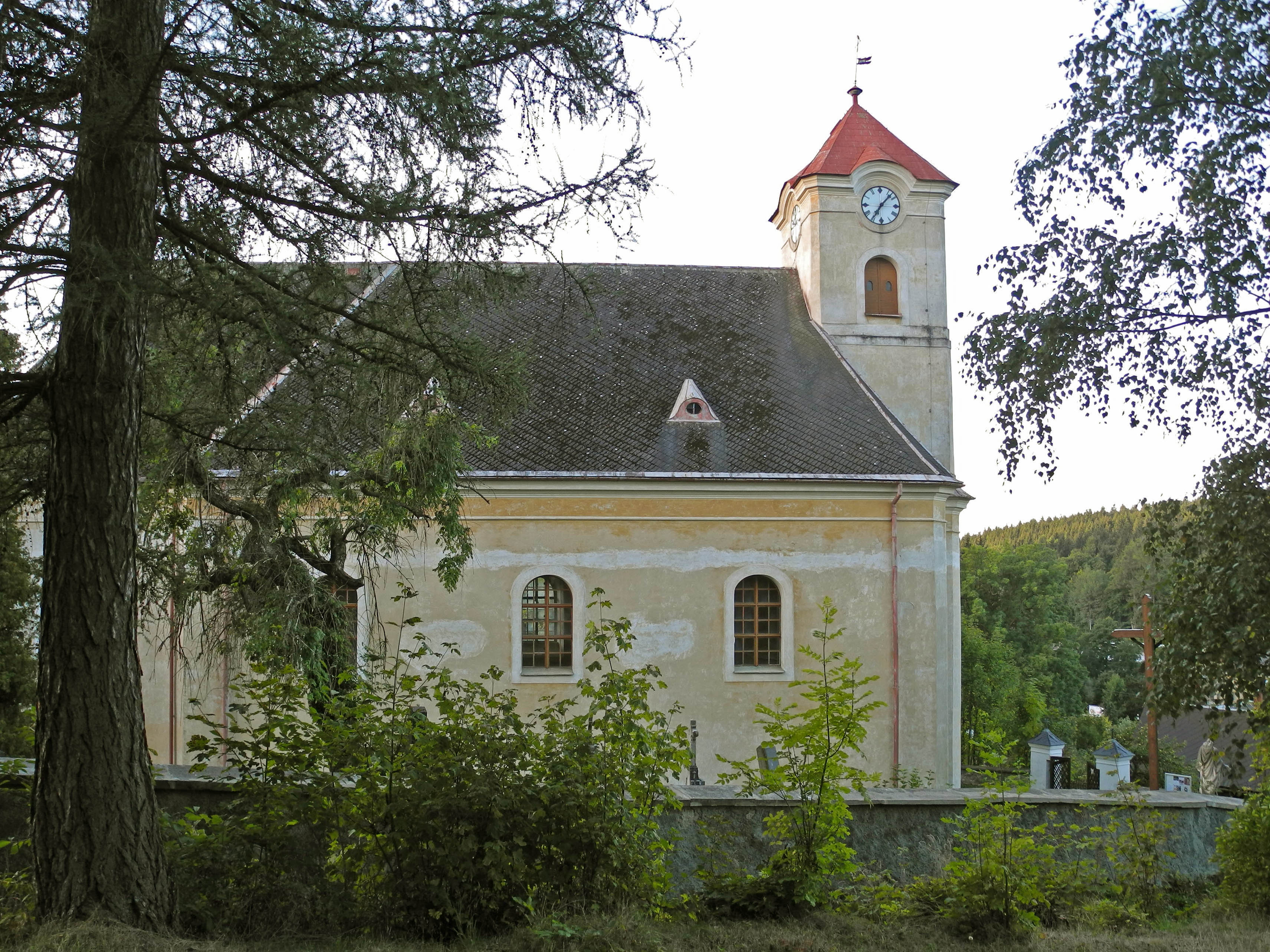
Dreifaltigkeitskirche von Klein Mohrau

## Sehenswürdigkeiten
- Der Gedenkstein für die Brüder Johann Kaspar Weiß († 1797) und Karl Josef Weiß († 1797) befindet sich auf dem Friedhof. Er wurde im Jahre 1800 errichtet und erinnert an die bedeutendsten Unternehmer des Ortes.
- Kirche der Hl. Dreifaltigkeit
- Grabstätte des Naturforschers Friedrich Kolenati auf dem Friedhof
- Kapelle auf dem Kapellenberg (Kapličkový vrch)

## Schutzgebiete
- Naturdenkmal Morgenland

## Gemeindegliederung
Die Gemeinde Malá Morávka besteht aus den Ortsteilen Karlov pod Pradědem (Karlsdorf) und Malá Morávka, die zugleich auch Katastralbezirke bilden. Auf dem Gemeindegebiet liegt zudem die Wüstung Ranná (Morgenland). Zum Kataster der Gemeinde gehört auch der Praděd (Altvater). Grundsiedlungseinheiten sind Karlov pod Pradědem, Malá Morávka und Praděd-Ovčárna.
Am 1. Dezember 1930 hatte Karlsdorf 429 Einwohner, am 17. Mai 1939 371 und am 22. Mai 1947 212 Bewohner.

## Persönlichkeiten
- Augustin Johann Thomasberger (1676–1734), Holzbildhauer in Olmütz; geboren in Klein Mohrau.
- Friedrich Anton Kolenati (1812–1864), böhmischer Zoologe und Botaniker.